# Harry Melling
Harry Melling   (Londres, 13 de març de 1989) és un actor anglès. És conegut per interpretar Dudley Dursley a les pel·lícules de Harry Potter, basades en les novel·les homònimes de J. K. Rowling.

## Filmografia

### Pel·lícules
| Any          | Títol                                            | Paper           | Notes                  |
| ------------ | ------------------------------------------------ | --------------- | ---------------------- |
| 2001         | Harry Potter i la pedra filosofal                | Dudley Dursley  |                        |
| 2002         | Harry Potter i la cambra secreta                 | Dudley Dursley  |                        |
| 2004         | Harry Potter i el pres d'Azkaban                 | Dudley Dursley  |                        |
| 2007         | Harry Potter i l'orde del Fènix                  | Dudley Dursley  |                        |
| 2010         | Harry Potter i les relíquies de la Mort (Part 1) | Dudley Dursley  |                        |
| 2016         | The Lost City of Z                               | William Barclay |                        |
| 2017         | The Current War                                  | Benjamin Vale   |                        |
| 2018         | The Ballad of Buster Scruggs                     | Harrison        | Segment: "Meal Ticket" |
| 2018         | The Keeper                                       | Sergent Smythe  |                        |
| 2019         | Waiting for the Barbarians                       | Soldat 4        |                        |
| 2020         | The Old Guard                                    | Steven Merrick  |                        |
| 2020         | The Devil All the Time                           | Roy Laferty     |                        |
| 2021         | The Tragedy of Macbeth                           | Malcolm         | Postproducció          |
| Per anunciar | Please Baby Please                               |                 | En rodatge             |

### Televisió
| Any  | Títol                  | Paper             | Notes                            |
| ---- | ---------------------- | ----------------- | -------------------------------- |
| 2005 | Friends and Crocodiles | Oliver (de petit) | Telefilm                         |
| 2010 | Merlin                 | Gilli             | Episodi: "The Sorcerer's Shadow" |
| 2010 | Just William           | Robert Brown      | 4 episodis                       |
| 2011 | Garrow's Law           | George Pinnock    | 3 episodis                       |
| 2016 | The Musketeers         | Bastien           | Episodi: "Fool's Gold"           |
| 2019 | The War of the Worlds  | Artiller          | 2 episodis                       |
| 2019 | His Dark Materials     | Sysselman         | Episodi: "Armour"                |
| 2020 | The Queen's Gambit     | Harry Beltik      | 4 episodis                       |